# Prix littéraires du Gouverneur général 1952
Liste des Prix littéraires du Gouverneur général pour 1952, chacun suivi du gagnant.

## Anglais
- Prix du Gouverneur général : romans et nouvelles de langue anglaise : David Walker, The Pillar.
- Prix du Gouverneur général : poésie ou théâtre de langue anglaise : E.J. Pratt, Towards the Last Spike.
- Prix du Gouverneur général : études et essais de langue anglaise : Bruce Hutchison, The Incredible Canadian et Donald G. Creighton, John A. Macdonald, The Young Politician.
- Prix du Gouverneur général : littérature jeunesse de langue anglaise - texte : Marie McPhedran, Cargoes on the Great Lakes.